# John Whitson
John Whitson (1558 – 1629) è stato un politico britannico, eletto deputato alla Camera dei Comuni in diversi momenti tra il 1605 e il 1626. Fondò nel 1624 la The Red Maid's School..

## Biografia
Whitson è cresciuto a Clearwell per poi trasferirsi a Bristol. Apprendista di Nicholas Cutt, membro della Society of Merchant Venturers nel 1570, visse a Corn Street. Cutt morì nel 1582, e si presume che Whitson continuò a lavorare per la sua vedova, Bridget, che sposò nel 1585. Dopo il matrimonio, John Whitson divenne un facoltoso mercante a tutti gli effetti.
Whitson era un commerciante e consigliere comunale di Bristol. Fu sceriffo nel 1589 e divenne Lord Mayor di Bristol per la prima volta nel 1603. Nel 1605 fu eletto deputato al Parlamento per Bristol in un'elezione suppletiva per sostituire Sir George Snigge.
La prima moglie di Whitson morì nel 1608 e si risposò nello stesso anno con Magdalen Hynde, la vedova di un mercante londinese. Fu rieletto deputato per Bristol nel 1614 e fu sindaco di Bristol nel 1616. Whitson sposò la sua terza moglie (e terza vedova) Rachel Aubrey nel 1617. Nel 1621 fu rieletto deputato per Bristol. Fu eletto deputato per la Bristol di nuovo nel 1625 e nel 1626.